# Махаличев, Евгений
Евге́ний Маха́личев — советский спортсмен, неоднократный чемпион мира по спортивной акробатике. Заслуженный мастер спорта СССР (1991).

## Биография
Начал заниматься спортом в Ярославле. Тренировался у Алексея Карулина.
Переехал в Тольятти, где стал заниматься спортивной акробатикой у Виталия Гройсмана.
Была женат на своей партнерше по выступлениям в спортивной акробатике Светланой Гроздовой. В 1988 году пара переехала в Ростов.

## Спортивные достижения
Выступал в смешанных парах, первой партнёршей была Ольга Гришечко. В 1975 году пара вошла в юношескую сборную СССР по акробатике, через год выиграла первенство СССР, а в 1978 году стала абсолютными чемпионами СССР.
В Тольятти новой партнёршей Евгения стала Светлана Гроздова, ранее ставшая олимпийской чемпионкой по спортивной гимнастике. Специалисты отмечали сложность, уверенность, артистизм выступления пары. Было замечено, что лиризм, поэтичность движений сочетаются с труднейшими сальтовыми элементами удивительно изящными равновесиями.
Чемпион СССР (1983—86, 1988 годы) в смешанной паре. Пара Махаличев — Гроздова-Махаличева стала абсолютными чемпионами мира в 1984 и 1988 годах и чемпионами Европы в 1984, 1985 и 1988 годах. Обладатели кубка мира 1985 года.